# Vytautė
Vytautė (Abkürzung Vytė) ist ein litauischer weiblicher Vorname. Die männliche Form ist Vytautas und die Kurzform Vytas.

## Namensträgerinnen
- Vytautė Žilinskaitė (1930–2024), Satirikerin und Schriftstellerin